# Asdode

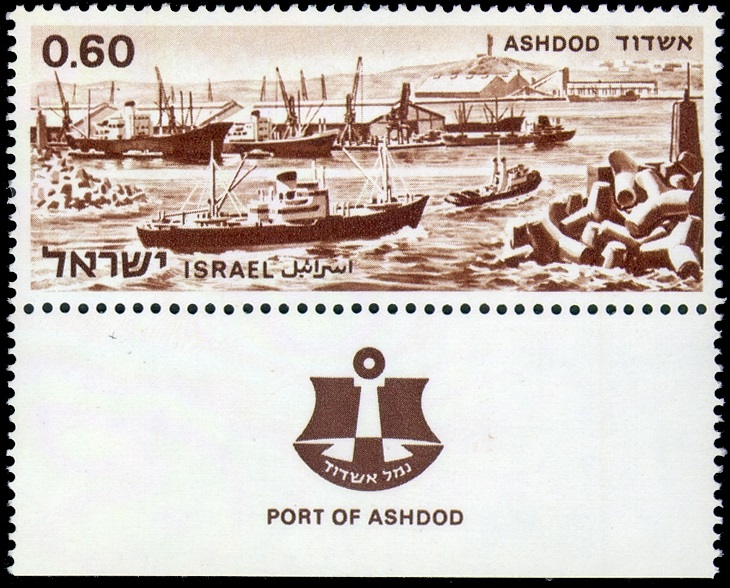
Selo israelense de 1969 em homenagem à cidade

Asdode, Ashdod ou Asdod (em hebraico: אשדוד) é a quinta maior cidade de Israel, localizada no distrito Sul, com aproximadamente 200.000 habitantes. Ela era conhecida como Azoto (Azotus) durante o período romano.
Possui o maior porto do país, recebendo navios mercantes e também cruzeiros. O rio Lahish cruza a cidade e deságua no mar, junto às praias de areias brancas de Asdode. A cidade também possui à beira-mar um sítio arqueológico importante.
Na Bíblia, Asdode é uma das cinco cidades dos filisteus.

## Geminações
Asdode possui as seguintes cidades-gémeas:
- Bordéus, França
- Bahía Blanca, Argentina
- Spandau, Alemanha
- Tampa, Flórida, Estados Unidos